# Curtius Schulten
Curtius Schulten (* 6. September 1893 in Elberfeld; † 20. November 1967 in Blankenheim) war ein deutscher Maler und der neben Fritz von Wille wohl bekannteste Landschaftsmaler der Eifel im 20. Jahrhundert.

## Leben
Schulten war das vierte Kind des Textilkaufmanns Hermann Schulten in Elberfeld. Nach dem Schulabschluss am Realgymnasium (1910/11) studierte er  an der Kunstgewerbeschule Elberfeld, von 1911 bis 1913 an der Kunstakademie Karlsruhe und von 1913 bis 1914 an der Kunstakademie in München.
Ab 1911 war er häufig im elterlichen Sommerhaus in Blankenheim und zeichnete dort Tiere. 1913 ließ sein Vater oberhalb des Sommerhauses ein kleines Atelierhaus – mit Kupferdruck-Werkstatt – für den engagierten Kunststudenten errichten. Dadurch verstärkte sich für Curtius Schulten die Beziehung zur Eifel.
Schulten war Soldat im Ersten Weltkrieg und wurde in der Winterschlacht in der Champagne in Nordfrankreich verwundet. Anschließend wohnte er in Elberfeld und verbrachte den Sommer in Blankenheim. 1921 heiratete er Hilde Bettges, die sein Schaffen in jeder Hinsicht förderte. Von 1922 bis 1924 studierte an der Graphischen Akademie in Leipzig und war Meisterschüler von Alois Kolb.
1925 beauftragte ihn das archäologische Institut mit der Dokumentation in Numantia und Sagunt in Katalonien (Spanien). Es entstanden Zeichnungen und Porträts. In den Jahren von 1927 bis 1929 wohnte und arbeitete Schulten ganzjährig in Blankenheim, da seine Eifellandschaften im nachimpressionistischen Stil in rheinischen Städten sehr gefragt waren. Seit 1930 unternahm er viele Studienreisen, besonders nach Ibiza und Norwegen.
Schulten war Angehöriger der SA und nahm 1942 an deren Kunstausstellung in Dresden teil. Im Zweiten Weltkrieg arbeitete er als Kriegsberichterstatter. Seine Wohnung in der Kölner Altstadt wurde völlig ausgebombt. Im Januar 1945 verstarb seine Frau Hilde bei einem Bombenangriff in Blankenheim.
1946 heiratete er Hedwig Morsbach. Aus dieser Ehe entsprang 1949 ein Sohn, Marius. Ständiger Wohnsitz war nun Blankenheim. Neue Motivation für sein künstlerisches Schaffen erhielt er durch seine zweite Frau, aber auch durch Aufträge von Staatssekretär Hermann Wandersleb aus Bonn  und dem Schleidener Oberkreisdirektor Felix Gerhardus.
Ab 1949 war er wieder ein gefragter Porträtmaler, aber auch Landschaftsmaler der Eifel. Weitere Studienreisen reisen besonders nach Ibiza und Norwegen haben ab 1951 seinen Stil im Spätwerk stark geprägt. Er organisierte große Ausstellungen in Aachen und Prüm und war Gründungsmitglied der Europäischen Vereinigung Bildender Künstler aus Eifel und  Ardennen. 1962 gab der Eifelverein das Buch Erlebte Eifel über Schulten heraus. 1967 erhielt er den Kunst- und Kulturpreis des Groupements der Europäischen Vereinigung Bildender Künstler aus Eifel und Ardennen.

## Werk
Drei Gattungen finden sich im Werk Schultens: Tier-, Bildnis- und Landschaftsmalerei. Curtius Schulten formulierte seine Motive zunächst im nachimpressionistischen Stil, gelangte dann aber im Spätwerk zum abstrakten Impressionismus, wobei er sein Augenmerk auf Licht, Farbe und Bewegung legte. In den 1930er Jahren verfinsterten sich seine Landschaften, u. a. durch die Themen Sturm oder Gewitter, aber auch durch stumpfe Farben. Seine Studienreisen nach Ibiza – ab 1953 – gaben ihm sein „Faszinosum“ – Licht, Farbe und Bewegung – in gesteigerter Form wieder und leiteten ihn, auch in seinen Eifellandschaften, zu einem ihm eigenen abstrakten Impressionismus.